# Джеймс Дашнър
Джеймс Дашнър (на английски: James Dashner) е американски писател на бестселъри в жанра научна фантастика, фентъзи, и детска литература.

## Биография и творчество
Джеймс Уесли Дашнър е роден на 26 ноември 1972 г. в Остел, Джорджия, САЩ. Има пет братя и сестри. Страстен читател от ранна възраст, той мечтае да стане писател и ползва стара пишеща машина за първите си съчинения в юношеските години. Завършва гимназията в Далут, предградие на Атланта.
Получава магистърска степен по счетоводство от университета „Бригам Янг“ в Юта и работи в областта на финансите. След време решава да се отдаде на любовта си към литературата и започва да пише. Първият му приказен фентъзи роман „A Door in the Woods“ (Врата в гората) от поредицата „Сага за Джими Финчър“ е публикуван през 2003 г.
През 2009 г. е издаден първия му дистопичен фентъзи роман „Невъзможно бягство“ от емблематичната му поредица „Лабиринтът“. Главният герой Томас е умно и силно момче с не толкова привлекателна външност, което попада без спомени в затворен свят населен с неприятели и временни съюзници, свят, от който трябва да се измъкне и да намери себе си, спомените си и спасението на приятелите си. Романът става международен бестселър. През 2014 г. романът е екранизиран във филма „Лабиринтът: Невъзможно бягство“ с участието на Дилън О'Брайън, Кая Скоделарио, Уил Полтър и др.
Джеймс Дашнър живее със семейството си в Скалистите планини в Южен Джордан, Юта.

## Произведения

### Серия „Сага за Джими Финчър“ (Jimmy Fincher Saga)
1. A Door in the Woods (2003)
2. A Gift of Ice (2004)
3. The Tower of Air (2004)
4. War of the Black Curtain (2005)

### Серия „13-а реалност“ (13th Reality)
1. The Journal of Curious Letters (2008)
2. The Hunt for Dark Infinity (2009)
3. The Blade of Shattered Hope (2010)
4. The Void of Mist and Thunder (2012)

### Серия „Лабиринтът“ (Maze Runner)
- Окончателна директива, The Kill Order (2012) – предистория
- Кодът на болестта, The Fever Code (2016) – втора предистория

1. Невъзможно бягство, The Maze Runner (2009)
2. В обгорените земи, The Scorch Trials (2010)
3. Последният кандидат, The Death Cure (2011)

- The Maze Runner Files (2013) – колекция от 50 тайни документа от света на „Лабиринтът“

### Серия „Морална доктрина“ (Morality Doctrine)
1. The Eye of Minds (2013)
2. The Rule of Thoughts (2014)
3. The Game of Lives (2015)

- Gunner Skale (2014)

### Участие в общи серии с други писатели

#### Серия „Безкраен пръстен“ (Infinity Ring)
1. A Mutiny in Time (2012)
7. The Iron Empire (2014)
от серията има още 6 романа от различни автори

### Екранизации
- 2014 Лабиринтът: Невъзможно бягство – участва и в ролята на лабораторен техник
- 2015 Лабиринтът: В обгорените земи
- 2018 Лабиринтът: Последният кандидат